# José Carlos Fernández (Spaanse voetballer)
 José Carlos Fernández Vázquez  (Minas de Riotinto, 17 juli 1987) is een gewezen Spaans middenvelder, beter bekend onder zijn roepnaam José Carlos.
Geboren in de provincie Huelva, begon hij zijn jeugdopleiding bij de ploeg van de provinciehoofdstad. Daar werd hij snel opgemerkt door streekgenoot Sevilla FC, waar hij alle jeugdreeksen doorliep.
Ook de filialen liep hij door met vanaf seizoen 2007-2008 toegang tot de C ploeg en vanaf 2008-2009 een doorstoot tot de B ploeg.  Zijn debuut in de A-ploeg en in de Primera División maakte hij op 15 februari 2009, wanneer hij twee minuten speelde tijdens de met 2–0 gewonnen uitwedstrijd tegen RCD Espanyol.
Hij werd ook tijdens de twee daaropvolgende seizoenen opgenomen in de A-kern, maar tijdens de winterstop 2011 stapte hij over naar het in Segunda División A spelend FC Cartagena.  De ploeg kende echter een moeilijke terugronde en werd uiteindelijk slechts dertiende.  Voor het daaropvolgende seizoen paste de speler noch in de ploeg van Cartagena, noch in de ploeg van Sevilla.  Daarom leende deze laatste ploeg de speler voor het seizoen 2011-2012 uit aan het Griekse AEK Athene. Bij deze ploeg speelde ook zijn teamgenoot van Sevilla en Cartagena, Juan Torres Ruiz, beter bekend onder de naam Cala.  Op 15 september 2011 speelde hij de tweede helft van de UEFA Europa League uitwedstrijd tegen RSC Anderlecht.  Deze eerste wedstrijd van de nieuwe competitie werd door de club uit Athene roemloos verloren met vier tegen een. Ook in de terugwedstrijd op 1 december stond de speler opgesteld, maar ook deze wedstrijd ging verloren met 1-2 tegen de Belgische record kampioen.  In de competitie werd hij een van de basisspelers.
Het daaropvolgende seizoen 2012-2013 keerde hij terug naar de Spaanse Primera División bij Rayo Vallecano.  Ook bij deze ploeg uit hoogste Spaanse klasse werd hij geregeld basisspeler tijdens het eerste seizoen.  Het daaropvolgende seizoen 2013-2014 begon slecht doordat de speler tijdens de eerst wedstrijd van het seizoen tegen nieuwkomer Elche CF uitviel met een knieblessure.  Daardoor zou hij de hele heenronde aan de kant blijven.
Tijdens het seizoen 2014-2015 stapte hij voor één seizoen over naar Córdoba CF, een ploeg die net naar de Primera División teruggekeerd was.  De speler zou slechts eenmaal in actie komen voordat hij zich op training zwaar kwetste.  Op 13 november 2014 werd het contract in onderling overleg stopgezet.
De speler herstartte zijn carrière op 9 december 2015 door een contract te tekenen bij UE Llagostera, een ploeg uit de Segunda División A.  Hij kon echter ook niet vermijden dat de ploeg degradeerde.
Tijdens het seizoen 2016-2017 zou hij aantreden bij reeksgenoot Gimnàstic de Tarragona.
Na een seizoen van inactiviteit sloot hij tijdens seizoen 2018-2019 aan bij CD Castellón, een ploeg die net promoveerde naar de Segunda División B.  Tot en met einde november maakte hij deel uit van het elftal en daarna zou hij niet meer in actie komen.  Dankzij een 7 op 9 tijdens de drie laatste wedstrijden kon de ploeg zich redden op een vijftiende plaats.
Tijdens de winterstop 2019-2020 keerde hij terug naar waar het allemaal begon, Recreativo de Huelva, een ploeg uit de Segunda División B.  Door de corona epidemie werd de terugronde ingekort en bleef het aantal wedstrijden beperkt tot zes.  Het seizoen 2020-2021 werd nog slechter voor de ploeg en eigenlijk ook de speler.  Hij zou actief zijn in acht wedstrijden en de ploeg zou afdalen naar de nieuwe Tercera División RFEF, of van het derde naar het vijfde niveau van het Spaanse voetbal.  Na dit seizoen stopte de speler met zijn actieve voetbalcarrière.